# Стессин, Александр Львович
Александр Стессин (род. 2 апреля 1970, Москва, СССР) — израильский пианист и дирижёр, живёт в Германии.
В 1989 г. окончил Академическое музыкальное училище при Московской консерватории (по классу теории музыки), в 1993 г. окончил Иерусалимскую академию музыки и танца, где был учеником Менди Родана по классу симфонического дирижирования, в 1998 г. окончил консерваторию Моцартеум (Зальцбург, Австрия, по классу симфонического дирижирования).
Работал в Оперных театрах  Киля, Хагена, Дармштадта. Сейчас является первым дирижёром в театре г. Нордхаузен и оркестре г. Зондерсхаузен.